# Fulgenci de Cartagena
|  | Per a altres significats, vegeu «Fulgenci de Ruspe». |

Fulgenci de Cartagena (Cartagena, c. 540 - Écija, Sevilla, 630) va ser un religiós visigot, bisbe d'Écija i autor d'obres eclesiàstiques, germà d'Isidor de Sevilla, Leandre de Sevilla i Florentina de Cartagena. És venerat com a sant per l'Església catòlica.

## Biografia
Fill de Severià, noble hispanoromà, i Túrtura, va néixer a Cartagena cap al 540, segon de cinc germans, entre els quals hi havia els sants Isidor, Leandre i Florentina. Aviat, la família es traslladà a Sevilla i hi consagrà la seva vida al servei de l'Església.
Hi ha poques dades contemporànies relatives a Fulgenci. Leandre, al seu Libellus, escrit per a la seva germana Florentina, esmenta que ell mateix havia enviat Fulgenci envers Cartagena. Probablement per influència de Leandre, nomenat bisbe de Sevilla en 584, Fulgenci va ésser nomenat bisbe d'Astigi (Écija), diòcesi veïna de Sevilla; el nomenament deu haver tingut lloc entre 590 i 600, data de la mort de Leandre.
Isidor, bisbe de Sevilla, dedicà la seva obra De ecclesiasticis officiis, a Fulgenci "el seu senyor, el servidor de Déu", qui li havia demanat que l'escrigués, cap al 610.
Al segon sínode de Sevilla (619), va sorgir una controvèrsia entre els bisbes d'Astigi i de Còrdova entorn d'una parròquia que les dues diòcesis es disputaven. A les actes consta la signatura de Fulgenci, essent aquesta l'últim testimoni fefaent que en conservem. Va morir abans de l'any 633, quan ja és bisbe d'Astigi Marcià; el 632, quan té lloc el IV Concili de Toledo, no s'hi esmenta, la qual cosa fa pensar que ja deuria ésser mort.

## Veneració

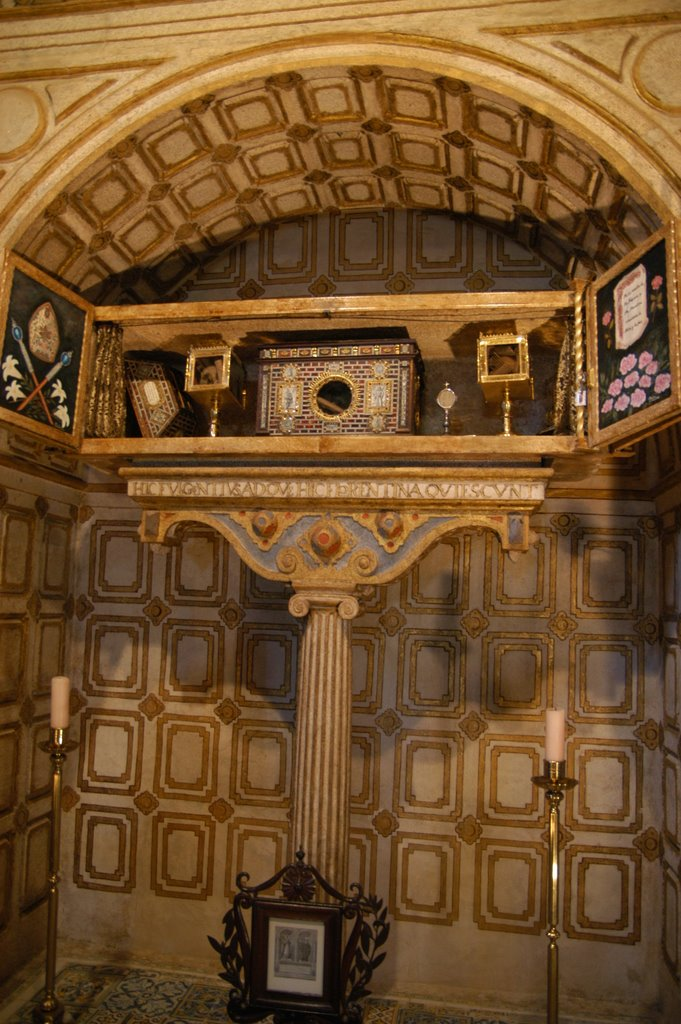
Reliquiari dels sants Fulgenci i Florentina a Berzocana (Cáceres).

Fulgenci és venerat com a sant des del temps de la seva mort. La seva festivitat havia estat el 14 de gener i, actualment, el 16 de gener.
Sovint s'ha confós, a les fonts medievals, amb Fulgenci de Ruspe. Se li han atribuït algunes obres, però la seva producció escrita s'ha perdut completament.
Les seves restes van ésser traslladades, per mantenir-les salves durant la invasió musulmana, a la Serra de Guadalupe (Extremadura), i van ésser trobades al segle xiv a l'església de San Juan Bautista del poble de Berzocana (Província de Càceres), juntament amb les de la seva germana Florentina. Una petita part se'n portà a l'Escorial i una altra a l'altar major de la Catedral de Múrcia.
És el sant patró de la diòcesi de Cartagena i de la ciutat i diòcesi de Plasència (Càceres).